# Ботте, Зина
Зинаида Ботте (укр. Зінаїда Ботте, англ. Zina Botte, девичья фамилия — Чуйко; 5 октября 1940, Глобино — 30 июля 1996, Мельбурн) — педагог, общественный деятель, дипломат, первый почётный генеральный консул Украины в Австралии.

## Биография
Родилась 5 октября 1940 года в Глобине в крестьянской семье. Во время Второй мировой войны была вывезена с родителями в Германию; в 1949 году семья эмигрировала в Австралию и поселилась в Мельбурне. Бакалавр гуманитарных наук Мельбурнского университета (1963). Преподавала английский, немецкий и французский языки в средних школах, работала учителем в украинских субботних школах, в 1989—1991 годах — экзаменатор по украинскому языку на выпускных экзаменах в штате Виктория. Член Пласта, Союза украинок Австралии, украинского студенческого общества, хора «Чайка», театра имени Л. Курбаса, литературно-художественного клуба имени В. Симоненко. Вместе с мужем основала сеть мотелей. Активно помогала жертвам аварии на Чернобыльской АЭС, в 1990 году стала сооснователем и первым руководителем Австралийского фонда помощи детям Чернобыля; вместе с членами комиссий Верховной Рады Украины по вопросам Чернобыльской катастрофы и по делам семьи, женщин и детей приняла участие в первой официальной поездке к Чернобыльской АЭС.
За помощь детям Чернобыля Верховная Рада и Кабинет министров Украины наградили её званием «Чернобыльская мать» (1991). В том же году «Пласт» наградил её орденом «Вечного огня». С 1992 года — первый почётный генеральный консул Украины на общественных началах с резиденцией в Мельбурне.
Неоднократно приезжала в Киев, выступала в Верховной Раде. Помогала украинским специалистам, изучавшим австралийскую высокоэффективную технологию биодинамической обработки грунта, убеждала австралийских политиков оказать помощь Украине на государственном уровне, жертвовала на общественные, культурные и церковные нужды австралийских украинцев.
Скончалась 30 июля 1996 года в Мельбурне.

## Награды
- Почётный знак отличия Президента Украины (22 августа 1996 года, посмертно) — за весомые личные заслуги в развитии украинско-австралийских отношений[1].